# Hugo Hegeland
Hugo Hegeland (* 1922 in Göteborg; † 10. Oktober 2009 ebenda) war ein schwedischer Nationalökonom, Journalist, Schriftsteller und Politiker.

## Leben
Hegeland wuchs in einem Kinderheim auf und beschrieb seine dortigen Erlebnisse später in den Roman „Barnhemsbarn“ (Kinderheimkinder, 1984) und „Skyddslingarna på Ekedalen“ (Schützlinge von Ekedalen, 1994).
Nach dem Schulbesuch begann er 1942 ein Studium der Nationalökonomie, Politikwissenschaften sowie Philosophie an der Universität Göteborg und schloss dieses 1945 mit einem Magister in Politikwissenschaften sowie 1947 mit einem Lizenziat in Philosophie ab. Anschließend begann er seine berufliche Laufbahn 1948 als Lehrer an der Handelshochschule von Göteborg, ehe er 1953 nach seiner Promotion zum Doktor der Philosophie im Jahr 1952 Dozent an der Universität Lund wurde.
Nach weiteren Lehrtätigkeiten an den Universitäten Göteborg, Lund und Uppsala nahm er 1965 den Ruf als Professor am Lehrstuhl für Nationalökonomie an der Universität Umeå an. In der Folgezeit war er zwischen 1969 und 1970 auch Chefredakteur der Wirtschaftszeitung „Veckans Affärer“. Im Anschluss wurde er Rektor der Sozialhochschule von Göteborg. Neben seiner Tätigkeit als Chefredakteur der Wirtschaftszeitung „Företagsekonomi“ von 1978 bis 1987 hatte er auch einen Lehrauftrag an der Universität Göteborg inne.
Bereits frühzeitig begann er sich politisch zu engagieren und war zunächst Mitglied der Sveriges socialdemokratiska arbetareparti (SAP), trat jedoch dann als Mitglied über die Centerpartiet und die Folkpartiet liberalerna zum bürgerlichen Lager über und war letztendlich als Vertreter der Moderata samlingspartiet von 1982 bis 1994 Abgeordneter des Reichstages. Seine Erfahrungen im Reichstag beschrieb er in seinen Memoiren „Hegeland om Helgeandsholmen“ (Hegeland auf Helgeandsholmen).
In den 1990er Jahren war er schließlich Moderator der Fernsehsendung „Debatt“.